# Loma Vista Recordings
Loma Vista Recordings ist ein US-amerikanisches Plattenlabel mit Sitz in Beverly Hills und Niederlassungen in New York City und London. Es gehört zum Medienunternehmen Concord Music Group.
Loma Vista Recordings wurde 2012 von Tom Whalley, einem ehemaligen Vorstand von Warner Bros. Records, gegründet. Die Gründung erfolgte in Form eines Joint Ventures mit Republic Records, einem Musiklabel der Universal Music Group. 2014 wechselte Loma Vista Recordings zur Concord Music Group.
Im Gründungsjahr 2012 wurde Soundgarden als erste Band unter Vertrag genommen, deren erstes Album bei Loma Vista Recordings King Animal war. Später folgten weitere Künstlerinnen und Künstler verschiedener Genres, unter anderem Action Bronson, Andrew Bird, Chelsea Wolfe, Common, Denzel Curry, Ghost, Health, Iggy Pop, Killer Mike, Korn, Local Natives, Manchester Orchestra, Margo Price, Militarie Gun, Rise Against, Robert Glasper, Sampa the Great, Skegss, Sleater-Kinney, Soccer Mommy und St. Vincent.
Ehemals gehörte auch der US-amerikanische Rockmusiker Marilyn Manson zu den von Loma Vista Recordings vertretenen Künstlern. Der Vertrieb seiner Musik wurde seitens des Plattenlabels jedoch im Zuge von Anschuldigungen gegen Manson eingestellt und die Zusammenarbeit beendet.
Veröffentlichungen des Plattlabels erhielten mehrere Grammys, etwa für das Album St. Vincent der Sängerin St. Vincent (Best Alternative Music Album), für den Song Cirice der Band Ghost (Best Metal Performance) sowie das Album Michael des Rappers Killer Mike (Best Rap Album).